# Lista de pinturas de Augusto Müller
Esta é uma lista que contempla as pinturas de Augusto Müller. O artista nasceu na cidade de Baden, na Alemanha, em 1815 e morreu no Rio de Janeiro em 1883. Chegou ao Brasil em 1820 e, a partir de 1829, fez parte da Academia Imperial de Belas Artes, onde foi aluno e professor. Na instituição ficou responsável pela cadeira de Paisagem, flores e animais entre 1851 e 1860.
Além das paisagens, Müller também produziu pinturas históricas e retratos, sendo este segundo o seu estilo mais bem reconhecido. O seu estilo é considerado colonial e barroco, sendo as suas principais influências o Neoclássico e o Napoleônico. Entre os retratos mais conhecidos da sua carreira, destacam-se o Jugurta na Prisão, o da Baronesa de Vassouras, o do arquiteto Grandjean de Montigny e do Mestre de Sumaca, que faz parte do acervo do Museu Nacional de Belas Artes.
Durante o seu tempo no Rio de Janeiro, entre 1835 e 1840, produziu pinturas que ilustravam a paisagem da cidade. Estas obras foram realizadas a pedido de William Wright, cônsul norte-americano, e tinham como intuito estabelecer e fortalecer a identidade nacional, que estava em formação na época.

## Lista de pinturas
| Imagem | Título                      | Ano de criação | Material utilizado | Coleção                       | Versão audivel |
| ------ | --------------------------- | -------------- | ------------------ | ----------------------------- | -------------- |
|        | Jugurta                     | 1842           | pintura a óleo     | Museu Nacional de Belas Artes |                |
|        | A baronesa de Vassouras     | 1860s          | pintura a óleo     |                               |                |
|        | Alexandrine Caroline Ferrez | 1900s          | pintura a óleo     |                               |                |